# Karaté aux Jeux panarabes de 2023
Navigation
Édition précédente
Les compétitions de karaté de la 13e édition des Jeux panarabes se sont déroulées du 13 au 14 juillet 2023 à Alger. 14 épreuves sont disputées à La Coupole.

## Médaillés

### Hommes
| Épreuve         | Or                                                                       | Argent                                                        | Bronze |
| --------------- | ------------------------------------------------------------------------ | ------------------------------------------------------------- | --- |
| Kumite -60 kg   | Omar Issa Omar Shaqrah (JOR)                                             | Abdel Ali Jina (MAR)                                          | Rouichi Naim Abdesselam (ALG)                                                                                         |
| Kumite -60 kg   | Omar Issa Omar Shaqrah (JOR)                                             | Abdel Ali Jina (MAR)                                          | Albasher Saud Abdulaziz B (KSA)                                                                                       |
| Kumite -67 kg   | Abdel Rahman Tayel Hayel Almasatfa (JOR)                                 | Fanas Atiah S Alkhatami (KSA)                                 | Fouad Benbara (ALG)                                                                                                   |
| Kumite -67 kg   | Abdel Rahman Tayel Hayel Almasatfa (JOR)                                 | Fanas Atiah S Alkhatami (KSA)                                 | Ibrahim Alshati (LBA)                                                                                                 |
| Kumite -75 kg   | Sultan Jaman M Alzahrani (KSA)                                           | Anass Alami (MAR)                                             | Mohamed Abudabous (LBA)                                                                                               |
| Kumite -75 kg   | Sultan Jaman M Alzahrani (KSA)                                           | Anass Alami (MAR)                                             | Hasan Sami Hasan Masarweh (JOR)                                                                                       |
| Kumite -84 kg   | Mohammad Faiq Mohammad Aljafari (JOR)                                    | Mehdi Sriti (MAR)                                             | Mohamed Alsuwee (LBA)                                                                                                 |
| Kumite -84 kg   | Mohammad Faiq Mohammad Aljafari (JOR)                                    | Mehdi Sriti (MAR)                                             | Faraj Rajeh B Alnashri (KSA)                                                                                          |
| Kumite +84 kg   | Sanad Hassan Y Sufyani (KSA)                                             | Mahmoud Khaled Mahmoud Sajan (JOR)                            | Houssem Edine Choiya (TUN)                                                                                            |
| Kumite +84 kg   | Sanad Hassan Y Sufyani (KSA)                                             | Mahmoud Khaled Mahmoud Sajan (JOR)                            | Hocine Daikhi (ALG)                                                                                                   |
| Kata individuel | Saber Benmakhlouf (ALG)                                                  | Salah Eddine El Mansoury (MAR)                                | Binar Mustafa Hama Salih (IRQ)                                                                                        |
| Kata individuel | Saber Benmakhlouf (ALG)                                                  | Salah Eddine El Mansoury (MAR)                                | Masfer Dafer M Alasmari (KSA)                                                                                         |
| Kata par équipe | Algérie Saber Ben Makhlouf Abdelali Tahoulit Badis Abderrahmane Belaabed | Tunisie Mohamed Wider Bilel Abdellaoui Mohamed Rayen Ghanjati | Maroc Salah Eddine EL Mansoury Adnan Chakir Ayoub Qissi                                                               |
| Kata par équipe | Algérie Saber Ben Makhlouf Abdelali Tahoulit Badis Abderrahmane Belaabed | Tunisie Mohamed Wider Bilel Abdellaoui Mohamed Rayen Ghanjati | Arabie saoudite Mesfer Dafer M Alasmari Abdullah Mutlaq A Almalki Mohammed Ibrahim M Alrajeh Fadil Fathi S Alghumgham |

### Femmes
| Épreuve         | Or                                             | Argent                                                      | Bronze                                                                                   |
| --------------- | ---------------------------------------------- | ----------------------------------------------------------- | ---------------------------------------------------------------------------------------- |
| Kumite -50 kg   | Cylia Ouikene (ALG)                            | Chaimae El Hayti (MAR)                                      | Islem Ben Hassen (TUN)                                                                   |
| Kumite -50 kg   | Cylia Ouikene (ALG)                            | Chaimae El Hayti (MAR)                                      | Hawraa Alajmi (UAE)                                                                      |
| Kumite -55 kg   | Louiza Abouriche (ALG)                         | Leen Ameen Mohamad Mansour (JOR)                            | Chirine Zarati (TUN)                                                                     |
| Kumite -55 kg   | Louiza Abouriche (ALG)                         | Leen Ameen Mohamad Mansour (JOR)                            | Malak Saeed S Alkhulaidi (KSA)                                                           |
| Kumite -61 kg   | Wafa Mahjoub (TUN)                             | Chaima Midi (ALG)                                           | Sara Alameri (UAE)                                                                       |
| Kumite -61 kg   | Wafa Mahjoub (TUN)                             | Chaima Midi (ALG)                                           | Fatima-Zahra Chajai (MAR)                                                                |
| Kumite -68 kg   | Nissrine Brouk (MAR)                           | Hala Alqadi (PLE)                                           | Karima Mekkaoui (ALG)                                                                    |
| Kumite -68 kg   | Nissrine Brouk (MAR)                           | Hala Alqadi (PLE)                                           | Joud Raed Mohammad Aldrous (JOR)                                                         |
| Kumite +68 kg   | Isra Ben Taieb (TUN)                           | Chaima Oudira (ALG)                                         | Hafed Salma Mohamed Mostafa (LBA)                                                        |
| Kumite +68 kg   | Isra Ben Taieb (TUN)                           | Chaima Oudira (ALG)                                         | Almosallam Shamsa Ayman A (KSA)                                                          |
| Kata individuel | Aicha Narimane Dahlab (ALG)                    | Aya Ennesyry (MAR)                                          | Meriem Tlili (TUN)                                                                       |
| Kata individuel | Aicha Narimane Dahlab (ALG)                    | Aya Ennesyry (MAR)                                          | Manal Abdullah Z Alzaid (KSA)                                                            |
| Kata par équipe | Maroc Aya Ennesyry Sanae Agalmam Wissal Khalfi | Algérie Aicha Narimane Dahlab Sara Hanouti Rayane Salakedji | Tunisie Meriem Tlili Nour Tlili Zeineb Tlili                                             |
| Kata par équipe | Maroc Aya Ennesyry Sanae Agalmam Wissal Khalfi | Algérie Aicha Narimane Dahlab Sara Hanouti Rayane Salakedji | Arabie saoudite Malak Saeed S Alkhulaidi Monarah Ayed M Alotaibi Manal Abdullah Z Alzaid |